# Borgarbyggð
Borgarbyggð (ˈpɔrkarˌpɪkːθⓘ) es un municipio, ubicado en la región de Vesturland, al suroeste de Islandia.

## Características
El municipio está conformado por pequeños poblados y áreas rurales, la ciudad más grande del municipio es Borgarnes. También en le municipio se localiza el campus de la Universidad de Bifröst. Con 4.926 kilómetros cuadrados, es el de mayor extensión de la región de Vesturland.